# 矢口孝次郎
矢口 孝次郎（やぐち たかじろう、1903年10月4日 - 1978年11月12日）は、日本の経済学者。関西大学教授、第22代関西大学学長、第4期・6期・7期・8期日本学術会議会員、文部省の学術奨励審議会専門委員等を歴任。

## 来歴・人物
長野県松本市出身。旧制松本商業学校を経て、1927年旧制東京商科大学（のちの一橋大学）卒業。1928年関西大学専任講師、助教授を経て1934年関西大学教授となった。1959年に関西大学第22代学長、1974年より大阪商業大学教授。神戸商業大学の宮下孝吉、大阪商科大学の五島茂とともに関西におけるイギリス経済史研究をリードした。
学外においては、1937年社会経済史学会の評議員に選ばれ､ 理事､ 常務理事を歴任｡ 戦後、1950年には日本西洋史学会評議員を務めるなど学会の発展に尽くした｡

## 年譜
- 1903年 - 長野県松本市にて出生
- 1927年 - 東京商科大学（現・一橋大学）卒業
- 1934年 - 関西大学教授
- 1974年 - 大阪商業大学教授。

## 著書

### 主要著作
- 『英国社会経済史』（甲文堂，1937）
- 『イギリス政治経済史－初期王政と重商主義－』（同文館, 1942）
- 『イギリス封建社会経済史』（日本評論社，1949）
- 『資本主義成立期の研究』（有斐閣，1952）